# Рипол
Рипол (на каталонски: Ripoll) е град в провинция Херона в Каталония в Североизточна Испания.
От преброяването през 1996 г. градът има население от 10 908 души.
Селището възниква около основания през 888 година от барселонския граф Гифре Космати Риполски манастир.